# Bell Bottom Blues
Bell Bottom Blues è una canzone scritta da Eric Clapton e Bobby Whitlock ed eseguita dal gruppo Derek and the Dominos.

## Storia
Tratta dell'amore non corrisposto di Clapton per Pattie Boyd, moglie dell'amico George Harrison, e appare nel 1970 nel doppio album Layla and Other Assorted Love Songs. Emesso come singolo, con il lato B contenente "Keep on Growing", la canzone ha raggiunto il numero 91 nella Billboard Hot 100 nel 1971. Una riedizione del singolo, con il lato B con "Little Wing", ha raggiunto il picco al numero 78 sulla stessa classifica.